# 阿鲁河畔旺德内斯
阿魯河畔旺德内斯（法語：Vendenesse-sur-Arroux，法語發音：[vɑ̃dnɛs syʁ aʁu]）是法国索恩-卢瓦尔省的一个市镇，属于沙罗勒区。

## 地理
阿鲁河畔旺德内斯（46°37'40"N, 4°3'56"E）面积16.09 平方千米，位于法国勃艮第-弗朗什-孔泰大區索恩-卢瓦尔省，该省份为法国中部省份，北起顺时针与科多尔省、汝拉省、安省、罗讷省、卢瓦尔省、阿列省和涅夫勒省接壤。
与阿鲁河畔旺德内斯接壤的市镇（或旧市镇、城区）包括：于克索、拉沙佩勒欧芒、格尼翁、阿鲁河畔马尔利、阿鲁河畔土伦。

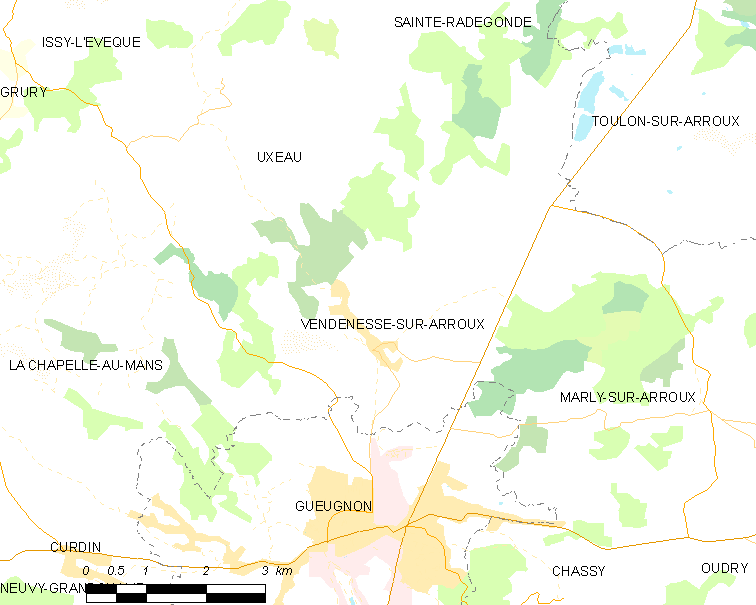
阿鲁河畔旺德内斯的OSM定位图

阿鲁河畔旺德内斯的时区为UTC+01:00、UTC+02:00（夏令时）。

## 行政
阿鲁河畔旺德内斯的邮政编码为71130，INSEE市镇编码为71565。

## 政治
阿鲁河畔旺德内斯所属的省级选区为格尼翁县。

## 人口

1962-2008年间阿鲁河畔旺德内斯人口变化图示

阿鲁河畔旺德内斯于2022年1月1日时的人口数量为557人。